# Toharci
Toharci ili Tohari su bili stanovnici srednjovjekovnih gradova-država oaza na sjevernom rubu Tarimske zavale (današnji Xinjiang, Kina). Služili su se toharskim jezicima (iz indoeuropske porodice jezika) koji su nam poznati iz rukopisa datiranih na vrijeme od šestog do osmog stoljeća, nakon čega oni nestaju a zamjenjuju ih turkijski jezici lokalnih plemena Ujgura.
Naziv potječe iz 19. stoljeća kad ih tadašnji istraživači poistovjećuju sa skupinom po nazivu Tókharoi koja nastanjuje Baktriju i o kojoj se pisalo u starogrčkim izvorima. Iako se ne radi o istim plemenima, naziv se ustalio.
Neki istraživači povezuju Toharce s Afanasevo kulturom istočnog Sibira (3500. pr. Kr. do 2500. pr. Kr.), s mumijama iz Tarima (1800. pr. Kr.) i s Yuezhima koji su poznati iz kineskih spisa. Potonji su uglavnom migrirali iz zapadnog dijela Gansu u Baktriju tijekom drugog stoljeća pr. Kr. a zatim na sjeverozapad indijskog potkontinenta gdje osnivaju Kušansko Carstvo.

## Ime
Na početku 20. stoljeća arheolozi otkrivaju niz rukopisa u oazama Tarimske zavala koji su pisani dvama bliskim ali tada još nepoznatim indoeuropskim jezicima. Još jedan tekst pronađen na istim prostorima, budističko djelo pisano staroturkijskim jezikom, sadržava napomenu da se radi o prijevodu sa Sanskrta, posredstvom nekog toxrï jezika. Istraživač Friedrich W. K. Müller zaključuje da je taj jezik posrednički jezik povezan s novootkrivenim jezicima.
Müller ih naziva toharima (Tocharisch na njemačkom), povezujući toxrï s etnonimom Tókharoi (starogrčki: Τόχαροι) kojeg je Strabon nadjenuo jednom od skitskih plemena i koja su osvojila Grčko-Baktrijsko Kraljevstvo (današnji Afganistan i Pakistan) u drugoj polovici drugog stoljeća pr. Kr. Taj pak naziv dolazi iz indoiranskog (staroperzijski tuxāri-, Sanskrt tukhāra) a naziv Toharistan se obično odnosi na Baktriju iz prvog milenija, ali i na provinciju Takar u Afganistanu. Tókharoi se danas često poistovjećuju s Yuezhima iz kineskih spisa, osnivačima Kušanskog Carstva. No, danas je također poznato da su ti ljudi govorili baktrijskim jezikom, istočnoiranskim jezikom koji se uvelike razlikuje od toharskih jezika. Unatoč tomu, naziv toharski se ustalio kao naziv jezika kojim su pisani rukopisi iz Tarimske zavale kao i za ljude koji su ih proizveli.
Rukopisi su pisani dvama različitim jezicima koje nazivamo toharski A (također istočnotoharski ili turfanski, prema gradu Turpan) i toharski B (također zapadnotoharski ili kučanski prema gradu Kuča). Endonim povijesnih Toharaca iz vremena šestog do osmog stoljeća je možda kuśiññe (toharski B), značenja "od kraljevstva Kuča i Agni", i ārśi (toharski A). U jednom od tekstova na toharskom A koristi se naziv ārśi-käntwā, što znači "u jeziku Arsi" (gdje bi ārśi bilo povezano s argenteus odnosno sjajno, blistavo). Prema Douglasu Q. Adamsu, Toharci su za sebe možda koristili naziv ākñi što bi značilo "graničari".
Povjesničar Bernard Sergent je koristio naziv Arśi-Kuči kojeg je pak nedavno promijenio u Agni-Kuči.

## Davni stanovnici Tarimske zavale
J. P. Mallory i Victor H. Mair tvrde da su toharski jezici pristigli u Tarimsku i Turpansku zavalu s područja Afanasevo kulture, neposredno na sjeveru. Afanasevo kultura (3500. pr. Kr. do 2500. pr. Kr.) pokazuje kulturološku i genetsku vezu s kulturama srednjoazijskih stepa koje su bile bliske Indoeuropljanima, ali je dovoljno starija od Andronovo kulture (dovedene u vezu s indoirancima) da izolira toharske jezike od indoiranskih inovacija poput procesa satemizacije.

### Mumije iz Tarima
Mumije iz Tarima (1800. pr. Kr.) su pronađene na istom području kao i toharski tekstovi i freske Tarimske zavale (300. do 900. godina) a indoeuropskog su podrijetla i ukazuju na Europeidnu rasu svjetlih očiju i boje kose. Nepoznato je jesu li mumije i freske povezane.
Godine 2008. iskopani su u okolici Turpana ostaci muškarca. Tijelo muškarca je bilo zakopano s nizom praktičnih i ceremonijskih objekata, među njima strijeljačkom opremom, harfom i 789 grama kanabisa. Istraživači tijelo povezuju s Guši kulturom. Uz pomoć datiranja ugljikom-14, pokapanje je okvirno datirano na 700. godinu. Od ukupno 500 grobova samo dva sadržavaju kanabis što istraživače navodi na zaključak da su te dvije osobe možda bile šamani.
2009. godine su analizirani ostaci trideset osoba iz Xiaohe grobnice kako bi se istražili njihovi Y-kromosom i mitohonrdijski DNK markeri. Rezultati sugeriraju da je na području Tarimske zavale još u Brončano doba živjelo stanovništvo miješanog zapadnjačkog i istočnjačkog podrijetla. Mitohondrijski DNA Xiahoe (mtDNA) ljudi je pretežito istočnoazijska haploskupina C s manjim brojem H i K haploskupina, dok su njihove očinske linije sve zapadnoeuroazijske R1a1a. Geografsko područje na kojem se zbilo miješanje tih grupa je nepoznato no pretpostavlja se da je južni Sibir vjerojatan.

### Yuezhi
Zapisi velikog povjesničara, povjesničara Sima Qiana opisuju skupinu ljudi pod nazivom Yuezhi a koja je živjela između Qilianskog lanca i Dunhuanga dok ih nisu protjerali Xiongnu u drugom stoljeću pr. Kr. Većina je navodno krenula prema zapadu i osvojila Baktriju a manja skupina je pronašla utočište u "Južnim planinama".
Prvu skupinu se učestalo poistovjećuje s Tókharoi koje spominju grčki povjesničari i za koje se vjeruje da su preci Kušana koji su u prvom i drugom stoljeću nove ere izgradili carstvo na sjeveru Indije i Srednje Azije koja je pod vladarom Kaniškom sezala od Turpana u Tarimskoj zavali do Pataliputre u dolini Gangesa. Manji dio znanstvenica ih povezuje i s Toharcima. Na temelju usporedbe imena korištenih od antičkih autora, Christopher Beckwith predlaže da su ti ljudi u početku bili govornici toharskog ali da su kasnije prihvatili lokalne iranske jezike po dolasku na to područje. On tvrdi da je prvi znak njihovog imena zapisanog u kineskom (月), kojeg se obično čita kao yuè, mogao biti i izgovaran kao tokwar ili togwar u arhaičnom sjeverozapadnom dijalektu. To ime bi ih povezivalo s baktrijskim imenom Toχοαρ i srednjovjekovnim oblikom Toχar.

## Jezik
Čini se da su Toharci govorili dva različita jezika indoeuropske skupine, toharski A (istočnotoharski) i toharski B (zapadnotoharski). Prema mišljenju nekih, samo istočni (A) se može uistinu i nazivati toharskim jer se govornici zapadnog sami nazivaju Kučanima (prema mjestu Kuča).
Toharski dijeli sličnosti sa svim ostalim indoeuropskim jezicima što otežava identificiranje njemu najbližeg indoeuropskog jezika odnosno njegovu poziciju unutar indoeuropske porodice. No, leksičkostatistička istraživanja ga stavljaju u blizinu hetitiskog s kojim mu je zajedničko da nema palatalizaciju (a koja je veoma česta u susjednim indijskim i iranskim jezicima tog područja).
Pretpostavlja se da je toharski A (istok) izumro prije toharskog B koji se govorio na zapadu i koji je bio bolje odvoen od mogućih vanjskih jezičnih utjecaja. Misli se da je toharski A u konačnici postao budistički liturgijski jezik (bez izvornih govornika) dok se istovremeno toharski B i dalje koristio u svakodnevnom životu.

## Nalazišta
Glavno nalazište rukopisa na toharskom B je na području Kuče. Na tom području je oko 7. stoljeća postojalo Kraljevstvo Kuča čiji je službeni jezik bio toharski B. Najvažnije nalaziše kod Kuče je Miŋ-öy (u prijevodu tisuću špilja) u blizini Qizila, gdje je pronađeno 230 budističkih špilja. Drugo najvažnije nalazište je Duldur Aqur. Osim ta dva nalazišta postoji i niz drugih manje važnih nalazišta kao što su npr. Subeši, Qumtura i Qizil Qaya.
Velik broj rukopisa je pronađen na relativno malom nalazištu s područje Korla, sjeverno od naselja Šorčuq i južno od naselja Šigšin. Većina rukopisa s područja Turpana pronađena su na nalazištima Siŋgim, Bezäklik i Xočo, a nešto manji broj na nalazištu Maralbeši, između gradova Kašgar i Aksu.

## Povijesna uloga
Toharci su živjeli uz Svileni put te održavali kontakte s Kinezima, Perzijancima, Indijcima te turkijskim plemenima. Prihvatili su Budizam koji je, poput njihovog pisma, pristigao iz sjeverne Indije oko prvog stoljeća kao rezultat prozelitizma kušanskih monaha. Čini se da su Kušani i Toharci igrali ulogu u prenošenju Budizma u Kinu preko Svilenog puta. Mnogi su Toharci bili Manihejci.
Kako ih je pustinja Takla Makan štitila od stepskih nomada, elementi toharske kulture su preživjeli do sedmog stoljeća. Tada počinju pristizati turkijski imigranti iz Ujgurskog Kaganata koji je propadao (s područja današnje Mongolije) i Toharci se počinju asimilirati u današnje Ujgure.

## Vanjske poveznice
- Toharsko pismo
- Uvod u toharski jezik  Arhivirana inačica izvorne stranice od 21. travnja 2014. (Wayback Machine)
- Rječnik toharskog B
- Baza otkrivenih toharskih rukopisa